# 4616 Batalov
4616 Batalov este un asteroid din centura principală, descoperit pe 17 ianuarie 1975 de Liudmila Cernîh.